# Пренн, Даниэль
Даниэль (Дэнни) Пренн (нем. Daniel Prenn; 7 сентября 1904, Вильно, Царство Польское, Российская империя — 3 сентября 1991, Доркинг, Суррей, Великобритания) — немецкий и британский теннисист, а позднее предприниматель. Пренн, игрок сборной Германии в Кубке Дэвиса в 1928—1932 годах, финалист Уимблдонского турнира (1930) в смешанном парном разряде и шестая ракетка мира среди любителей в 1932 году, был вынужден покинуть страну после прихода к власти нацистов и переехать в Англию, где выступал ещё несколько лет, ещё дважды побывав в полуфиналах Уимблдонского турнира в парных разрядах. В Англии Пренн основал компанию звукозаписывающего оборудования Truvox.

## Биография
Даниэль Пренн родился в 1904 году в Вильне (тогда на территории Царства Польского — позже это дало ему юридические основания претендовать на польское гражданство) и вырос в Санкт-Петербурге. После русской революции 1917 года его семья оказалась в числе эмигрантов, покинувших Россию через Крым с белыми и через Балканы добравшихся до Веймарской республики.
Обучаясь на инженера в Шарлоттенбургской высшей технической школе (которую окончил в 1929 году), Пренн подрабатывал в свободные от учёбы часы в магазине спортивных товаров. Он увлекался несколькими видами спорта, в том числе боксом и футболом, но лучше всего проявил себя в теннисе, выступая за берлинский клуб «Рот-Вайс». Грунтовые корты берлинской столицы сформировали его стиль игры — упорный, тактически продуманный, изматывающий соперника. Уже в 1928 году он выиграл международный чемпионат Германии и с этого же года начал выступления за сборную Германии в Кубке Дэвиса. С 1928 по 1932 год Пренн провёл за немецкую команду 31 игру в одиночном и парном разряде в 14 матчах (соответственно 17 побед при 5 поражениях и 4 победы при 5 поражениях). Дважды — в 1929 и 1932 годах — сборная Германии при его участии выигрывала Европейскую отборочную зону и выходила в межзональный плей-офф, где, однако, оба раза уступала американцам.
Пренн за годы выступлений за сборную одерживал в её составе победы над Банни Остином (дважды) и Фредом Перри, а в межзональном финале 1932 года выиграл у Фрэнка Шилдса в «мёртвой партии» — не влиявшей на исход матча пятой игре. В 1929 году составлявший рейтинг лучших игроков мира Билл Тилден поставил в нём Пренна на восьмое место, а по итогам сезона 1932 года он занял шестую строчку в ежегодной десятке сильнейших теннисистов, публикуемой газетой Daily Telegraph. В том же году в журнале American Lawn Tennis он был назван «европейским игроком номер один». В 1930 году Пренн побывал в единственном за карьеру финале турнира Большой четвёрки (термин «Большой шлем» ещё не был придуман), дойдя до финала Уимблдонского турнира в смешанных парах с ещё одной немкой — Хильдой Кравинкель.
После прихода к власти в Германии нацистов в начале 1933 года евреи стали исключаться из состава спортивных клубов и национальных сборных. Не стал исключением и Пренн — в апреле 1933 года Германская теннисная федерация в своей резолюции упомянула его персонально, объявив, что он более не приглашается в состав сборной в Кубке Дэвиса. В этих условиях Пренн принял решение покинуть Германию и перебрался в Великобританию, где продолжал выступления как теннисист-любитель. В 1933 году он дошёл до четвёртого круга как на Уимблдонском турнире, так и на чемпионате Франции. На следующий год Пренн стал полуфиналистом Уимблдонского турнира в мужском парном разряде (с австралийцем Гарри Хопманом обыграв по ходу посеянную второй пару Пат Хьюз-Фред Перри), а в 1937 году — в миксте (с британкой Эвелин Дирман), также ещё раз дойдя до четвёртого круга в одиночном разряде. В последний раз он сыграл на Уимблдоне в 1939 году.
Перед Второй мировой войной Пренн основал в Лондоне фирму по выпуску звукозаписывающего оборудования Truvox. Деньги на открытие собственного дела ему ссудил Саймон Маркс — магнат в сфере торговли недвижимостью и страстный поклонник тенниса. В годы войны его мать и сестра Тамара сгинули в нацистских концлагерях, а отец умер в начале войны от плеврита. Сам Даниэль, однако, пережил войну в Англии вместе с другими членами семьи. Фирма Truvox процветала благодаря контакту со службой вещания Би-би-си. После войны Пренн расширил её за счёт приобретения компании по производству динамиков. Его старший сын Оливер в 1955 году стал чемпионом Великобритании среди юношей, а второй сын, Джон, в 1981 году завоевал звание чемпиона мира по рэкетсу, повторив этот успех в 1986 году.
В середине 1980-х годов у Даниэля Пренна начала развиваться болезнь Альцгеймера. Он умер в Англии незадолго до своего 87-летия. В 1981 году его имя было включено в списки Международного еврейского спортивного зала славы.

## Финалы турниров Большого шлема

### Смешанный парный разряд (0-1)
| Результат | Год  | Турнир              | Покрытие | Партнёрша         | Соперники в финале           | Счёт в финале |
| --------- | ---- | ------------------- | -------- | ----------------- | ---------------------------- | ------------- |
| Поражение | 1930 | Уимблдонский турнир | Трава    | Хильда Кравинкель | Элизабет Райан Джек Кроуфорд | 1-6, 3-6      |